# Catasetum cochabambanum
Catasetum cochabambanum är en orkidéart som beskrevs av Dodson och Roberto Vásquez. Catasetum cochabambanum ingår i släktet Catasetum och familjen orkidéer.
Artens utbredningsområde är Bolivia. Inga underarter finns listade i Catalogue of Life.